# Kuruş
Kuruş (do turco otomano: غروش gurûş, derivado do alemão Groschen) foi uma sub-unidade monetária turca. Uma lira turca equivalia a cem kuruş. O kuruş (ou piastra) foi também a unidade monetária padrão no Império Otomano. Originalmente uma grande moeda de prata, no meio do século XIX teve seu valor depreciado a ponto de circular tanto como uma moeda de cobre (valendo 40 paras) como uma pequeniníssima moeda de prata. Tornou-se então apenas uma subdivisão da lira de ouro turca.
O kuruş eventualmente tornou-se obsoleto devido à inflação crônica da Turquia no fim da década de 1970. Uma reforma econômica no dia 1 de janeiro de 2005 o trouxe de volta, como o centavo da nova lira turca, e passou a ser denominado Yeni Kuruş ("Novo Kuruş").
O kuruş também foi usado no Chipre, quando este foi governado pelo Império Otomano. Era chamado de gróssi (γρόσι, plural γρόσια, "gróssia") pelos habitantes gregos da ilha. Quando o Chipre passou para o controle britânico , a libra cipriota tornou-se a moeda da ilha, dividida em vinte shillings que, por sua vez, eram divididos em nove kuruş / γρόσια / piastras. Quanto a libra foi decimalizada em mil mils, os cipriotas continuaram a chamar as moedas de cinco mils de γρόσι / kuruş.